# Scott McLaughlin
Pour les articles homonymes, voir McLaughlin.
Scott Thomas McLaughlin est un pilote néo-zélandais d'Indycar né le 10 juin 1993 en Christchurch, Nouvelle-Zélande. Il remporte trois fois de suite le V8 Supercars (2018, 2019 et 2020) avant de rejoindre à partir de 2021 l'Indycar avec l'écurie Penske.

## Biographie

### V8 Supercars
Scott McLaughlin fait ses débuts en V8 Supercars en 2012.
En 2017, il termine vice-champion alors qu'il était leader du championnat avant la dernière course,.
Il prend sa revanche l'année suivante en remportant le championnat,.
En 2019 il conserve son titre et remporte également la Bathurst 1000.
En 2020, il remporte treize victoires et s'adjuge un troisième titre d'affilée.

### Indycar
Après l'annonce du retrait de Team Penske du V8 Supercars, Scott McLaughlin participe avec cette même écurie à la dernière course de la saison en Indycar, à St.Petersburg. Penske annonce également sa titularisation pour l'ensemble de la saison 2021.
Le 19 mai 2024, il décroche une pole position record avec une vitesse moyenne de 234,220 mph (376,940 km/h) à Indy 500 battant de 3 millièmes le précédant record obtenu par Álex Palou l'année dernière.

## Résultats
| Saison  | Discipline                                      | Position      | Voiture                       | Écurie                                   |
| ------- | ----------------------------------------------- | ------------- | ----------------------------- | ---------------------------------------- |
| 2010    | Fujitsu V8 Supercar Series                      | 12e           | Ford BF Falcon                | Stone Brothers Racing                    |
| 2010    | Victorian Formula Ford Championship             | 12e           | Van Diemen RF94 - Ford        |                                          |
| 2010    | Australian Mini Challenge                       | 13e           | Mini Cooper S JCW             |                                          |
| 2010–11 | New Zealand V8s                                 | 8e            | Holden VE Commodore           | Racing Projects                          |
| 2011    | Fujitsu V8 Supercar Series                      | 4e            | Ford BF Falcon Ford FG Falcon | Stone Brothers Racing                    |
| 2012    | V8 SuperTourers Championship                    | Champion      | Holden VE Commodore           | MPC Motorsport                           |
| 2012    | Dunlop V8 Supercar Series                       | Champion      | Ford FG Falcon                | Stone Brothers Racing Matt Stone Racing  |
| 2012    | V8 Supercars                                    | 33e           | Holden VE Commodore           | Tekno Autosports Garry Rogers Motorsport |
| 2013    | V8 SuperTourers Championship                    | 5e            | Holden VE Commodore           | Scott McLaughlin Racing                  |
| 2013    | V8 Supercars                                    | 10e           | Holden VF Commodore           | Garry Rogers Motorsport                  |
| 2014    | V8 Supercars                                    | 5e            | Volvo S60                     | Garry Rogers Motorsport                  |
| 2015    | V8 Supercars                                    | 8e            | Volvo S60                     | Garry Rogers Motorsport                  |
| 2016    | V8 Supercars                                    | 3e            | Volvo S60                     | Garry Rogers Motorsport                  |
| 2016    | Championnat scandinave des voitures de tourisme | 13e           | Volvo S60                     | Polestar Cyan Racing                     |
| 2017    | V8 Supercars                                    | Vice-champion | Ford FG X Falcon              | DJR Team Penske                          |
| 2018    | V8 Supercars                                    | Champion      | Ford FG X Falcon              | DJR Team Penske                          |
| 2019    | V8 Supercars                                    | Champion      | Ford Mustang GT               | DJR Team Penske                          |
| 2020    | V8 Supercars                                    | Champion      | Ford Mustang GT               | DJR Team Penske                          |
| 2020    | IndyCar Series                                  | 35e           | Dallara DW12-Chevrolet        | Team Penske                              |
| 2021    | IndyCar Series                                  | 14e           | Dallara DW12-Chevrolet        | Team Penske                              |
| 2022    | IndyCar Series                                  | 4e            | Dallara DW12-Chevrolet        | Team Penske                              |
| 2023    | IndyCar Series                                  | 3e            | Dallara DW12-Chevrolet        | Team Penske                              |
| 2024    | IndyCar Series                                  | 3e            | Dallara DW12-Chevrolet        | Team Penske                              |

### Résultats à la Bathurst 1000
| Année | Écurie                  | Voiture             | Équipier         | Classement | Tours effectués |
| ----- | ----------------------- | ------------------- | ---------------- | ---------- | --------------- |
| 2012  | Tekno Autosports        | Holden Commodore VE | Jonathon Webb    | 6e         | 161             |
| 2013  | Garry Rogers Motorsport | Holden Commodore VF | Jack Perkins     | 8e         | 161             |
| 2014  | Garry Rogers Motorsport | Volvo S60 Mk.2      | Alexandre Prémat | 17e        | 150             |
| 2015  | Garry Rogers Motorsport | Volvo S60 Mk.2      | Alexandre Prémat | 5e         | 161             |
| 2016  | Garry Rogers Motorsport | Volvo S60 Mk.2      | David Wall       | 15e        | 159             |
| 2017  | DJR Team Penske         | Ford Falcon FG X    | Alexandre Prémat | Abandon    | 74              |
| 2018  | DJR Team Penske         | Ford Falcon FG X    | Alexandre Prémat | 3e         | 161             |
| 2019  | DJR Team Penske         | Ford Mustang Mk.6   | Alexandre Prémat | 1er        | 161             |
| 2020  | DJR Team Penske         | Ford Mustang Mk.6   | Tim Slade        | 5e         | 161             |